# 江宜蓉
江宜蓉（1992年5月23日—），台灣女演員，出道以來即以新人之姿，連續入圍金鐘獎「最佳新人」，「最佳女配角」，「最佳女演員獎」。首次擔綱電影女主角，以電影《童話·世界》陳新，一舉入圍 2022年台北電影獎 「最佳女主角獎」和香港國際電影節「最佳女演員獎」。

## 個人經歷
從臨演做起，試鏡參與學生製片。2014年甄選上北藝大電影碩士班導演組演員培訓課程，開始參與許多短片作品。 
2015年甄選上王小棣等八位導演共同創辦的「Q Place表演教室」戲劇課程訓練。 
2016年以短片《神愛世人》、《無名卒》雙入圍「MOD微电影暨金片子創作大赛」個人獎項「最佳女演員獎」，同年正式開始參與電視劇、電影演出。 
2017年出道作品《植劇場－戀愛沙塵暴》楊敏霓初試啼聲，入圍第52屆金鐘獎「戲劇節目新進演員獎」。 
2018年《植劇場－花甲男孩轉大人》李雅婷一角受到矚目，入圍第53屆金鐘獎「戲劇節目女配角獎」。 
2019年以《20之後》張品妤一角，入圍第54屆金鐘獎「戲劇節目女主角獎」。 
2020年演出真人傳記《舞出寂靜》林儀珊一角，入圍新加坡亞洲影藝創意大獎Asian Academy Creative Awards （页面存档备份，存于） 「最佳女主角獎 （页面存档备份，存于） 」。 
2021年5月演出公視消防職人劇《火神的眼淚》飾演楊亞梅角色，2021年11月演出Netflix年度網路劇《華燈初上》飾演林雅文角色。
2022年電影《童話·世界》飾演陳新一角，首次擔綱電影女主角，一舉入圍 2022年台北電影獎 「最佳女主角獎」和香港國際電影節「最佳女演員獎」。
2023年3月演出由Netflix出品《模仿犯》懸疑推理網路劇，並在劇中飾演路妍真。同年4月參加TVBS歡樂台《光露營就很忙了》露營實境節目。，同年8月演出由八大戲劇台播出《百味小廚神－中元大餐》電視劇，並在劇中飾演清美。

## 影劇作品

### 電視劇
| 年份   | 作品名稱                           | 演出角色         | 導演                   | 性質     | 類型     |
| ------ | ---------------------------------- | ---------------- | ---------------------- | -------- | -------- |
| 2015年 | 《長不大的爸爸》                   | Maggie           | 王明台                 | 客串     | 長篇劇集 |
| 2016年 | 《植劇場－戀愛沙塵暴》             | 楊敏霓           | 北村豐晴               | 女配角   | 長篇劇集 |
| 2017年 | 《植劇場－花甲男孩轉大人》         | 李雅婷           | 瞿友寧、李青蓉         | 女配角   | 長篇劇集 |
| 2017年 | 《植劇場－五味八珍的歲月》         | 蕙美             | 徐輔軍                 | 客串     | 長篇劇集 |
| 2018年 | 《你的孩子不是你的孩子: 貓的孩子》 | 珊珊老師         | 陳慧翎                 | 女配角   | 迷你劇集 |
| 2018年 | 《20之後》                         | 張品妤           | 王小棣                 | 女主角   | 長篇劇集 |
| 2019年 | 《你那邊怎樣·我這邊OK》            | 沈安惠           | 柯貞年、王小棣         | 特別演出 | 長篇劇集 |
| 2020年 | 《舞出寂靜》                       | 林儀珊           | 鄧安寧                 | 女主角   | 迷你劇集 |
| 2021年 | 《火神的眼淚》                     | 楊亞梅（小辣椒） | 蔡銀娟                 | 女配角   | 長篇劇集 |
| 2021年 | 《華燈初上》                       | 林雅文           | 連奕琦                 | 女配角   | 長篇劇集 |
| 2023年 | 《模仿犯》                         | 路妍真           | 張榮吉、張亨如         | 女主角   | 長篇劇集 |
| 2023年 | 《百味小廚神－中元大餐》           | 清美             | 李權洋                 | 女主角   | 長篇劇集 |
| 2024年 | 《島嶼協奏曲》                     | 雨姍             | 卓翔                   | 女配角   | 長篇劇集 |
| 2024年 | 《都市懼集-辦公室戀情》            | Tiffany          | 李俊宏、黃丹琪、陳保中 | 女主角   | 迷你劇集 |
| 2025年 | 《凶宅專賣店》                     |                  | 奚岳隆、郝芳葳         | 女配角   | 長篇劇集 |
| 2026年 | 《有愛我們床上談》                 |                  | 許富翔                 | 女配角   | 長篇劇集 |

### 電影
| 年份   | 作品名稱                   | 演出角色         | 導演           | 性質   | 類型 |
| ------ | -------------------------- | ---------------- | -------------- | ------ | ---- |
| 2014年 | 《等一個人咖啡》           | 飆車族辣妹       | 江金霖         | 臨演   | 電影 |
| 2017年 | 《時光》                   | 室內設計師       | 蔡牧民         | 女配角 | 電影 |
| 2018年 | 《花甲大人轉男孩》         | 李雅婷           | 瞿友寧         | 女配角 | 電影 |
| 2021年 | 《我沒有談的那場戀愛》     | 美萱             | 徐譽庭、許智彥 | 客串   | 電影 |
| 2022年 | 《童話·世界》              | 陳新             | 唐褔睿         | 女主角 | 電影 |
| 2023年 | 《我的婆婆怎麼把OO搞丟了》 | OO助理（焦妤蓉） | 鄧安寧         | 女配角 | 電影 |

### 電視電影/新創電影/微電影
| 年份   | 作品名稱                      | 演出角色 | 導演           | 性質 | 類型         |
| ------ | ----------------------------- | -------- | -------------- | ---- | ------------ |
| 2016年 | 《My Little Guidebook -ice-》 | Shelly   | Yoshiro Osaka  | 主演 | 微電影       |
| 2016年 | 公視人生劇展《關老爺》        | 秘書     | 楊一峯         | 臨演 | 公視人生劇展 |
| 2017年 | 《生命是一團毛茸茸的謎》      | 飼主     | 龍希武         | 主演 | 微電影       |
| 2018年 | 《防蚊貼片》                  | 小麗     | 練健輝         | 主演 | 新創電影     |
| 2019年 | 《愛，你想說什麼》            | 女孩     | 范揚仲         | 主演 | 微電影       |
| 2019年 | 《編劇頭很痛》                | Tiffany  | 陳柏宗         | 主演 | 新創電影     |
| 2019年 | 《潘朵拉》                    | 佳伶     | 吳兆鈞、李原僑 | 主演 | 新創電影     |
| 2019年 | 4X相識系列《前世情人的情人》  | 張若彤   | 梁秀紅         | 主演 | 新創電影     |
| 2020年 | 《面容》                      | 小靜     | 黃河清         | 主演 | 公視人生劇展 |
| 2020年 | 《格瑞特真相》                | 陳梓芸   | 馬君慈         | 主演 | 電視電影     |

### 短片
| 年份   | 作品名稱                                                      | 演出角色 | 導演   | 性質   | 類型   |
| ------ | ------------------------------------------------------------- | -------- | ------ | ------ | ------ |
| 2015年 | 《網友》                                                      | 柔柔     | 劉純佑 | 主演   | 短片   |
| 2015年 | 《家》                                                        | 女兒     | 馬毓廷 | 主演   | 短片   |
| 2015年 | 《海裡的黎明到正午》                                          | 女孩     | 吳季恩 | 主演   | 短片   |
| 2015年 | 《壁咚已落伍？3大加強版壁咚學妹跑不掉》                       | 學妹     | 王亮鈞 | 主演   | 短片   |
| 2016年 | 植劇場『未來星』系列--江宜蓉                                  | 江宜蓉   | 練健輝 | 主演   | 短片   |
| 2016年 | 《台灣孩子演台灣故事》一張紙的夢想─愛國獎券                   | 江宜蓉   | 練健輝 | 主演   | 短片   |
| 2016年 | 《戀愛沙塵暴之番外篇01》-亦珊生日快樂                         | 楊敏霓   | 曾鐵蛋 | 主演   | 短片   |
| 2016年 | 戀愛沙塵暴植日生週記第二集                                    | 江宜蓉   | 不適用 | 主演   | 短片   |
| 2016年 | 戀愛沙塵暴植日生週記第三集                                    | 江宜蓉   | 不適用 | 主演   | 短片   |
| 2016年 | 戀愛沙塵暴植日生週記第六集                                    | 江宜蓉   | 不適用 | 主演   | 短片   |
| 2016年 | 戀愛沙塵暴植日生週記第七集 大來賓小課堂                       | 江宜蓉   | 練健輝 | 主演   | 短片   |
| 2016年 | 《荼蘼之番外篇06》屍到荼蘼                                    | 逃亡者   | 貓克斯 | 主演   | 短片   |
| 2016年 | 荼蘼植日生週記第四集                                          | 江宜蓉   | 不適用 | 客串   | 短片   |
| 2016年 | ⟪姜老師，妳談過戀愛嗎？⟫植日生週記第二集                      | 江宜蓉   | 不適用 | 客串   | 短片   |
| 2017年 | 《積木之家之番外篇13》#敦親墓鄰》                             | 魂B      | 施岑諺 | 主演   | 短片   |
| 2017年 | 《夢裡的一千道牆之番外篇１》#託夢                             | 愛哭鬼   | 施岑諺 | 主演   | 短片   |
| 2017年 | 《夢裡的一千道牆之番外篇２》#情緒管理                         | 節目主持 | 貓克斯 | 主演   | 短片   |
| 2017年 | 《花甲男孩轉大人之番外篇１》#開天眼                           | 李雅婷   | 貓克斯 | 主演   | 短片   |
| 2017年 | 《花甲男孩轉大人之番外篇２》#圓仔炒大麵                       | 李雅婷   | 練健輝 | 主演   | 短片   |
| 2017年 | 《花甲男孩轉大人之番外篇３》#算命                             | 李雅婷   | 施岑諺 | 主演   | 短片   |
| 2017年 | 《花甲男孩轉大人之番外篇４》#詩詞傳情                         | 李雅婷   | 練健輝 | 主演   | 短片   |
| 2017年 | 《花甲男孩轉大人之番外篇５》#唱歌乎你聽                       | 李雅婷   | 施岑諺 | 主演   | 短片   |
| 2017年 | 《花甲男孩轉大人之番外篇８》#宜蓉、冠廷訪談                   | 江宜蓉   | 練健輝 | 主演   | 短片   |
| 2017年 | 《花甲男孩轉大人之番外篇９》#創作才華                         | 李雅婷   | 曾鐵蛋 | 主演   | 短片   |
| 2017年 | 《花甲男孩轉大人之番外篇１３》#花甲歌舞《愛情為何這麼不容易》 | 李雅婷   | 練健輝 | 主演   | 短片   |
| 2017年 | 《花甲男孩轉大人》植日生週記第一集                            | 江宜蓉   | 不適用 | 主演   | 短片   |
| 2017年 | 《花甲男孩轉大人》植日生週記第二集                            | 江宜蓉   | 不適用 | 主演   | 短片   |
| 2017年 | 《花甲男孩轉大人》植日生週記第三集                            | 江宜蓉   | 不適用 | 主演   | 短片   |
| 2017年 | 《花甲男孩轉大人》植日生週記第四集                            | 江宜蓉   | 不適用 | 主演   | 短片   |
| 2017年 | 《花甲男孩轉大人》植日生週記第五集                            | 江宜蓉   | 不適用 | 主演   | 短片   |
| 2017年 | 《花甲男孩轉大人》植日生週記第六集                            | 江宜蓉   | 不適用 | 主演   | 短片   |
| 2017年 | 《花甲男孩轉大人》植日生週記第七集                            | 江宜蓉   | 不適用 | 主演   | 短片   |
| 2017年 | 《五味八珍的歲月之番外篇１０》#耀仁訪談                       | 江宜蓉   | 施岑諺 | 主演   | 短片   |
| 2017年 | 《藝術散步》誠品行旅 Part 1                                   | 江宜蓉   | 不適用 | 主持人 | 微節目 |
| 2017年 | 《藝術散步》誠品行旅 Part 2                                   | 江宜蓉   | 不適用 | 主持人 | 微節目 |
| 2024年 | 勞動部送溫暖協助職災勞工重返職場                              |          | 不適用 | 主演   | 短片   |

## 節目作品

### 電視節目
| 年份   | 作品名稱           | 角色   | 製作人                         | 性質         | 類型     |
| ------ | ------------------ | ------ | ------------------------------ | ------------ | -------- |
| 2023年 | 《光露營就很忙了》 | 江宜蓉 | 林心如、戴天易、蘇燕芳、姚世學 | 節目固定成員 | 實境節目 |

## 廣告作品
- 2016年：YOKU MOKU《最好的媽媽》- 導演 翁詩蕙
- 2018年：LANEIGE《怦然心動萌萌眼操預備！》
- 2019年：全國電子《我的百變爸爸》- 導演 羅景壬

## 音樂錄影帶
- 2015年：宇宙人《不孤島Islands》孤獨版
- 2015年：宇宙人《不孤島Islands》不孤獨版
- 2016年：五月天 -《溫柔》
- 2016年：戴佩妮 -《賊》
- 2017年：海裕芬 -《咕咾小姐》
- 2017年：曾沛慈 -《偏愛》
- 2017年：Vast & Hazy -《與浪之間 Waves》
- 2017年：告五人 -《迷霧之子》
- 2017年：陳明 -《再见的另一面》
- 2018年：莊鵑瑛 -《何必記念》
- 2019年：八三夭 -《蠢蛋》
- 2020年：丁噹－《命中注定》
- 2021年：彭佳慧－《說實話》
- 2022年：陳零九－《10000次》

## 獎項紀錄
| 年份   | 頒獎典禮                  | 獎項                 | 影片                       | 角色   | 結果 |
| ------ | ------------------------- | -------------------- | -------------------------- | ------ | ---- |
| 2016年 | MOD微電影暨金片子創作大賽 | 個人獎項最佳女演員獎 | 《神愛世人》               | 傳教士 | 提名 |
| 2016年 | MOD微電影暨金片子創作大賽 | 個人獎項最佳女演員獎 | 《無名卒》                 | 女子   | 提名 |
| 2017年 | 第52屆金鐘獎              | 戲劇節目新進演員獎   | 《植劇場－戀愛沙塵暴》     | 楊敏霓 | 提名 |
| 2018年 | 第53屆金鐘獎              | 戲劇節目女配角獎     | 《植劇場－花甲男孩轉大人》 | 李雅婷 | 提名 |
| 2019年 | 第54屆金鐘獎              | 戲劇節目女主角獎     | 《20之後》                 | 張品妤 | 提名 |
| 2020年 | 第3屆亞洲影藝創意大獎     | 最佳女主角獎         | 《舞出寂靜》               | 林儀珊 | 提名 |
| 2022年 | 第24屆台北電影獎          | 最佳女主角獎         | 《童話·世界》              | 陳新   | 提名 |
| 2022年 | 第46屆香港國際電影節      | 最佳女演員           | 《童話·世界》              | 陳新   | 提名 |

## 外部連結
- 江宜蓉 Cammy的Facebook專頁
- 江宜蓉 Cammy的Instagram帳戶
- 江宜蓉的新浪微博
- 江宜蓉在互联网电影资料库（IMDb）上的資料（英文）
- 江宜蓉在香港影庫上的簡介